# Торбалан
 Тази статия е за фолклорния герой.  За филма на Роб Савидж вижте Торбалан (филм).  
Торбалан е фолклорен герой, с който в България има обичай да се плашат децата и който е представян, като страшилище, което отнася непослушните (по нечия преценка или просто наричани така от съображения за удобство) деца в голяма торба (често след като е повикан с тази цел от отглеждащите/наглеждащите предполагаемите му жертви - това се възприема, като възпитателният елемент в употребата на образа, тъй като се предполага, че децата ще слушат повече и даже ще са по-съвестни и разумни за да не бъдат отвлечени от Торбалан). Образът му в някакъв момент може да е бил свързван с торбешите, както понякога са наричани помаците.

## Вариации
Главният атрибут на това чудовище е торбата или по-скоро - чувалът му, а другите му характеристики често остават неясни и оставени на въображението на децата, за които това би могъл да бъде и познат или непознат просяк, скитник или бездомник, но също и някакво по-скоро митологично или приказно създание, със зли или съмнителни намерения или просто - с апетит за човешко месо. Заплахите с Торбалан (както и с разни животни, като Кумчо Вълчо, т.е. вълк и Баба Меца, т.е. мечка, но евентуално разбирани превратно от децата в зооморфен, но съвсем различен от естествения им вид и със съвсем други способности и възможности) са обичайни в българския фолклор, но също и в много части от Европа и на други места по света, като има различни местни названия (на испански: Hombre del saco, на португалски: Velho do saco, на унгарски: Zsákos ember, на полски: bebok, на турски: Torbalı, на корейски: 망태 영감, на виетнамски: ông ba bị). Във Великобритания и повлияните от нейната култура страни подобна роля има богартът, в тези под източнославянско влияние - Баба Яга, в Австрия и други страни - Крампус.
В някои култури, включително в българската, същото се прави и с някои определено човешки, но авторитетни или плашещи фигури, като например - полицаи (в стари времена - заптии, пъдари, чауши/турски затворнически надзиратели, черкезите или самият местен ага). Обаче отнасянето или наказването, което заплашваните деца може да бъдат приучавани да очакват да се случи, може да става във внушенията адресирани до тях и във фантазиите им и под най-различни други форми и да има всякакви изпълнители, включително подсказани им от книга или филм - например да бъдат отнесени от зъл супергерой или от митично същество от типа на птицата Рух или на таласъм, или да бъдат откраднати или отмъкнати от великани, вещици (примерно като във "Вещиците" по Роалд Дал) или пирати (включително от капитан Хук - персонаж от историите за Питър Пан), а дори и от хищни динозаври (в контекста на тяхната евентуална реалност и в съвременността, предполагана от сюжета на поредицата „Джурасик парк“).